# Southampton (villa)
Para el pueblo con el mismo nombre, véase; Southampton.
Southampton es una villa ubicada en el condado de Suffolk en el estado estadounidense de Nueva York. En el año 2000 tenía una población de 3,965 habitantes y una densidad poblacional de 242 personas por km².

## Geografía
Southampton se encuentra ubicada en las coordenadas 40°53′6″N 72°23′42″O / 40.88500, -72.39500. Según la Oficina del Censo, la ciudad tiene un área total de 17,5 km² (6,8 mi²), de la cual 16,4 km² (6,3 mi²) es tierra y 1,1 km² (0,4 mi²) (22.35%) es agua.

## Demografía
Según la Oficina del Censo en 2000 los ingresos medios por hogar en la localidad eran de $54,300, y los ingresos medios por familia eran $61,016. Los hombres tenían unos ingresos medios de $40,729 frente a los $36,875 para las mujeres. La renta per cápita para la localidad era de $37,150. Alrededor del 6.2% de la población estaban por debajo del umbral de pobreza.